# Степанаван
Степанава́н (арм. Ստեփանավան)  — город в центре Лорийской области Армении. Является горноклиматическим курортом, известным своими сосновыми лесами.

## География
Расположен на реке Дзорагет к северу от Базумского хребта на Лорийском плато. Расстояние до Еревана — 144 км, до Ванадзора — 30 км. Степанаван — населенный пункт, богатый лесами, деревьями и цветами, плодотворными садами, огородами.

### Климат
В Степанаване горный умеренно континентальный климат с морозной, снежной, но относительно мягкой зимой и довольно прохладным летом. Средняя температура января равна −4,2 °C, июля — +16,7 °C, среднегодовое количество осадков — 683 мм.

## История
Поселения здесь существовали с очень древних времен. На территории города было найдены древние захоронения, глиняные посуды и др. В городе есть церковь, построенная в V-VI веках.
Как и многие армянские города, Степанаван репатрианты, но не из Персии и Турции по приглашению царских властей в 1830-е годы, а купцы из Карабаха, поселившиеся у переправы через Дзорагет в 1783 году, когда владевшая Лорийским краем Грузия стала протекторатом России. Оттуда же, из Арцаха, был княжий род Гасан-Джалал-оглы (или Гасан-Джалалянов) - несмотря на типично мусульманское имя, армяне, христиане, потомки великих родов Закарянов и Арцруни. Основателя этой династии, с 13 века правившей Хаченским княжеством Карабаха, звали Гасан-Джалал Дола, а как подсказывают средневековые надгробия на кладбище Норатуса, под тюркским игом армяне часто брали тюркские имена, от которых получались и тюркские фамилии. И вот в 1810 году, когда и Арцах, и Грузия оказались в составе России, но ещё шла война с Персией, князь Давид Гасан-Джалал-оглы тоже перебрался к Дзорагетской переправе. Дорога здесь проходила важная, к Двальскому (Пушкинскому) перевалу сходились пути из Восточной Турции и Ирана на Тифлис, Ростов-на-Дону и Москву, и многочисленные иджеванатуны (постоялые дворы) у переправы среди путников стали известны как Караван-сарай Джалалоглы. До 1924 года носило название Джалал-оглы (Джалалоглы). Российский географ Александр Твёрдый отмечал, что антропоним Джалал-оглы происходил от мусульманского мужского имени Джалал (которое на арабском означает «величие», «слава») и слова оглы — азербайджанского показателя качества.
Вплоть до революции через урочище (местность) Джалал-оглы проходили караванные пути из Персии и Турции в Тифлис и Россию. Поэтому в Джалал-оглы было построено много «иджеванатунов» (постоялых дворов) После присоединения Восточной Армении к Российской империи в 1828 году в Джалал-оглы была построена крепость, в которой находился русский гарнизон. В Джалал-оглы, по преданию, находился Денис Давыдов, в Русской православной церкви, когда-то находившейся на месте современного Дома культуры им. А. Вермищяна, венчался сын декабриста Раевского, а на русском кладбище теперешнего Степанавана до сих пор находятся могилы русских казаков.
В Джалал-оглы в 1899 году Степан Шаумян организовал первый в Восточной Армении марксистский кружок. Члены кружка использовали гектограф для печатания листовок и собирались в ущелье реки Дзорагет, протекающей рядом с городом, скрываясь от преследований царских жандармов. В Джалал-оглы ходил в школу (начальная школа Тер-Давтяна) выдающийся армянский писатель, поэт и публицист Ованес Туманян. В конце 19-го века, в Джалал-оглы преподавал в школе видный деятель национально-освободительного движения, член партии Дашнакцутюн Овсеп Аргутян.
В царское время начиная с 1880 года город входил в состав Борчалинского уезда Тифлисской губернии.
Весной 1918 года в Джалал-оглы располагалась дивизия Армянского армейского корпуса под командованием генерал-майора Андраника Озаняна. В том же году, когда произошёл вооруженный конфликт между Арменией и Грузией, была создана нейтральная зона, в которую также вошёл Степанаванский район. В главе «Берд» («крепость») о Джалал-оглы пишет армянский писатель Хачик Даштенц в своей книге «Зов пахарей» об армянском освободительном движении начала XX века.
После установления советской власти в Армении (29.11.1920) Джалал-оглы вошёл в состав Лорийской области. 11 февраля 1921 года «нейтральная зона» Лори была упразднена, а Степанаван был присоединен к окрестным селам Лори-Памбака, в которую входило 30 сел, в том числе пгт Джалалоглы и Воронцовка.
20 сентября 1923 года решением Лорийского горисполкома Джалалоглы был переименован в Степанаван в честь армянского революционера и политического деятеля Степана Шаумяна.
В ноябре 1938 года решением Верховного Совета СССР Степанаван получил статус города. Активная застройка города началась в 1957 году. Позднее, город не единожды перестраивался  расширялся. В 1960 году город был газифицирован. В 1963 году введена в эксплуатацию телебашня Пушкинского перевала с метеостанцией на высоте 181 метра. 30 ноября 1971 года был введен в эксплуатацию Пушкинский тоннель протяженностью 1830 метра. В 1981 году на плато Апаклу была сдана в эксплуатацию передающая телевизионная станция высотой 51,5 метра.
Город значительно пострадал от Спитакского землетрясения 1988 года. В последующие годы город начал перестраиваться и распространяться на левом берегу реки Дзорагет.
В городе функционируют учреждения дошкольного образования, различные медицинские учреждения, дом культуры, театр, библиотеки, спортивные площадки.

## Население
Население всю историю города было преимущественно армянское.
По материалам сельско-хозяйственной переписи населения 1922 года по Армении, в городе Степанаван число армян составляло 5407 человек, русских — 401, азербайджанцев (в источнике «тюрко-татар») — 5, езидов — 11, греков — 10 и др. Всего — 5847 человек..
| Год       | 1841 | 1897 | 1926 | 1939 | 1959 | 1975  | 1989  | 2011  |
| Население | 148  | 3324 | 4973 | 6057 | 9714 | 14764 | 14273 | 23782 |

## Туризм

### Достопримечательности
Степанаван — горноклиматический курорт, известный своими сосновыми лесами. Эфирные масла, выделяемые хвойными деревьями, обладают сильными бактерицидными свойствами, благодаря этому горный воздух Степанавана, пропитанный ароматом сосны, полезен больным с проблемами дыхательной системы.
В Степанаванском районе, в 5 километрах от города Степанаван, неподалёку от одноимённого села, на краю ущелья, где сливаются реки Дзорагет и Мисхана, находятся развалины средневекового города — крепости Лори Берд («крепость Лори»). Её построил царь Ташир-Дзорагетского царства, Давид I Анхохин (Давид Безземельный), (989—1048), основатель династии Кюрикян, которая является ответвлением армянской династии Багратидов, о чём свидетельствует средневековый хронист Вардан Бардзрабердци.
Город-крепость занимал территорию в 33 га. Рассцвет Лори-Берд пережил во второй половине 11-го века, став столицей армянского царства Ташир-Дзорагет в период царствования сына Давида I Анхохина, Гургена I (1048—1090). Через Лори-Берд проходили торговые караванные пути в города Ани, Двин, Тифлис.
В 1105 году крепость захватили турки-сельджуки. В 1118 году грузинский царь Давид Строитель присоединил Лори-Берд к своим владениям и пожаловал его княжескому роду Орбелянов. В 1185 году крепость перешла во владение армянского княжеского рода Закарянов, занимавших в Грузии, при царице Тамаре, важные государственные и военные должности.
В 1238 году Лори-Берд подвергся нашествию монголов под предводительством хана Чахата, о чём свидетельствует современник событий, армянский историк Киракос Гандзакеци. В крепости Лори-Берд сохранились церковь и две бани, одна из которых отапливалась методом гипокауста (под полом бани циркулировал тёплый воздух и дым, по примеру бань в армянских крепостях Гарни, Ани, Амберд и др.).
На окраине города находится средневековый мост XIII века.

## Известные уроженцы
- первый спикер парламента Первой армянской Республики (1918—1920) Аветик Саакян.
- народный артист СССР и Армянской ССР Сос Саркисян.
- профессор сельскохозяйственный наук Саркис Абовян
- революционер Бениамин Саакян (1886-1934 гг.)
- кинорежиссёр Патвакан Бархударян
- доктор исторических наук Арто Егиазарян
- доктор-профессор химических наук Левон Казарян
- философ, доктор-профессор Яков Хачикян
- доктор-профессор технических наук Д. Саакян (1922г)
- писатель Виктор Балаян[2]
- руководитель Командованием сил поддержки Вооружённых сил Украины Николай Жирнов.

## Города-побратимы
- Десин-Шарпье[фр.], Франция
- Висбаден, Германия

## Галерея

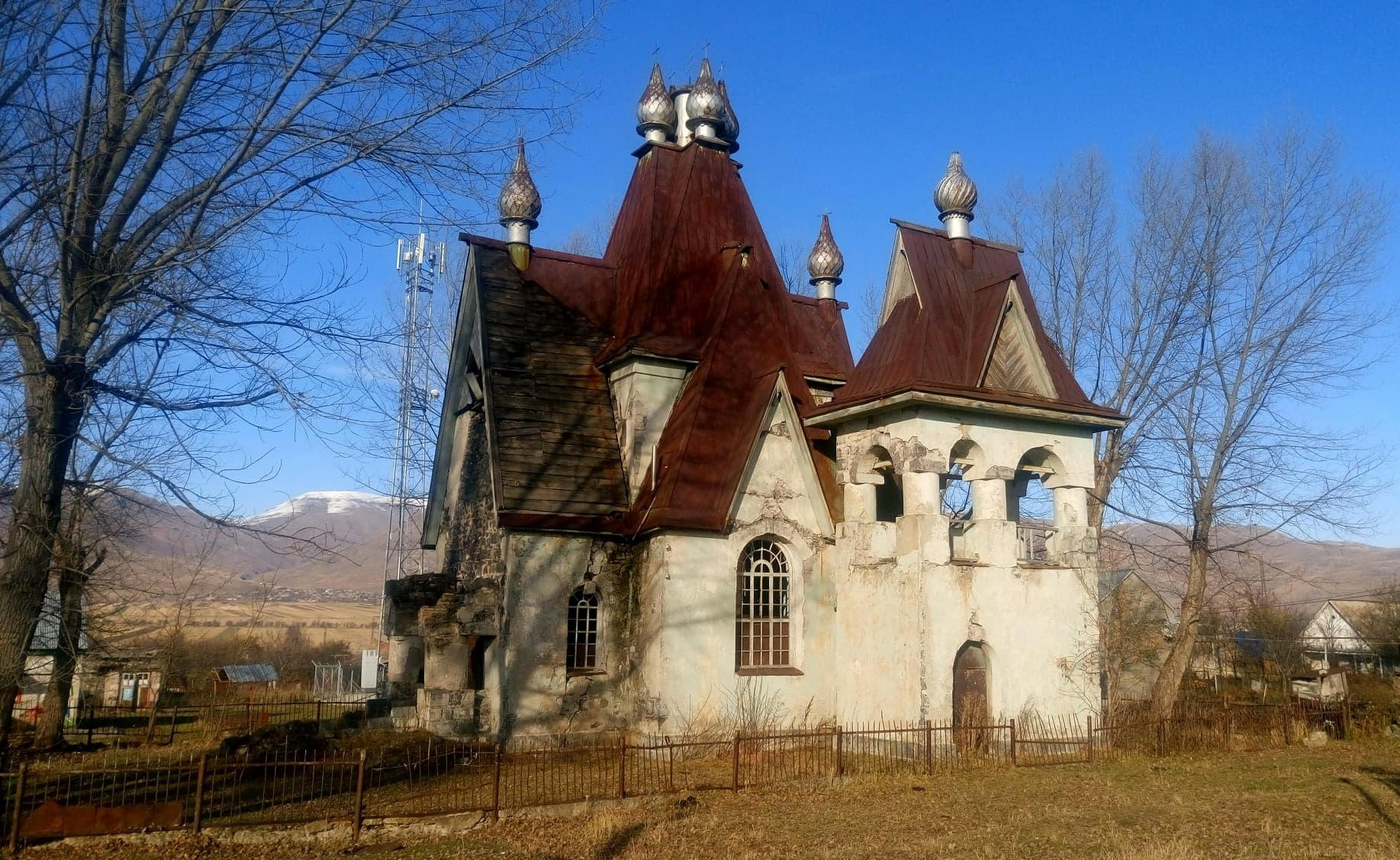
Церковь Николая Чудотворца. Расположена в селе Амракиц близ Степанавана
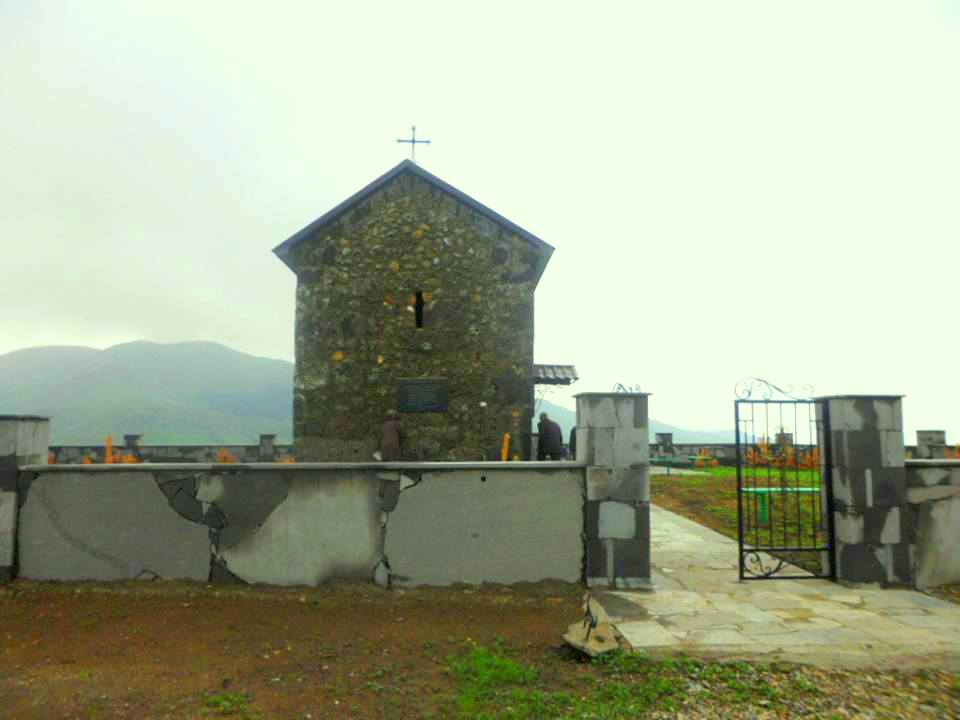
Часовня Святого Спасителя XIII века
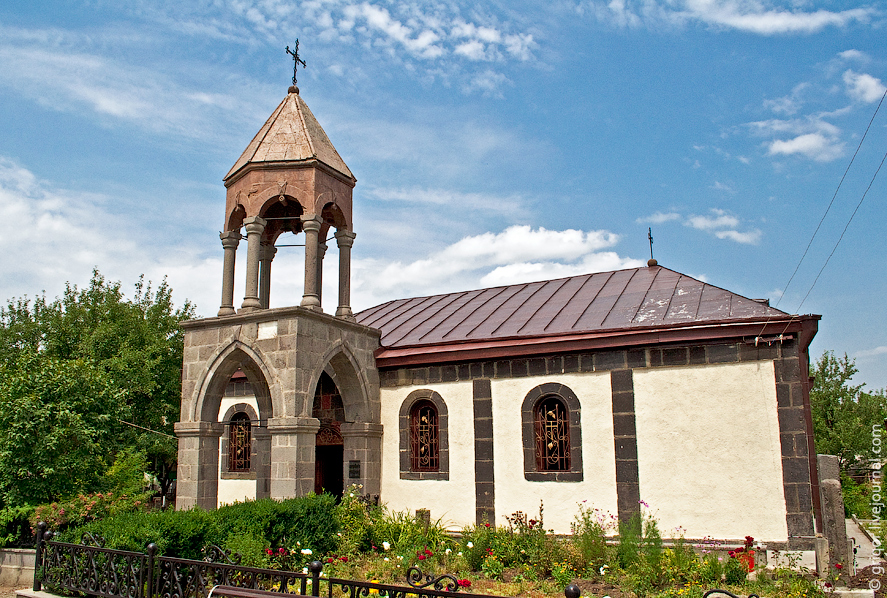
Церковь Сурб Саркис
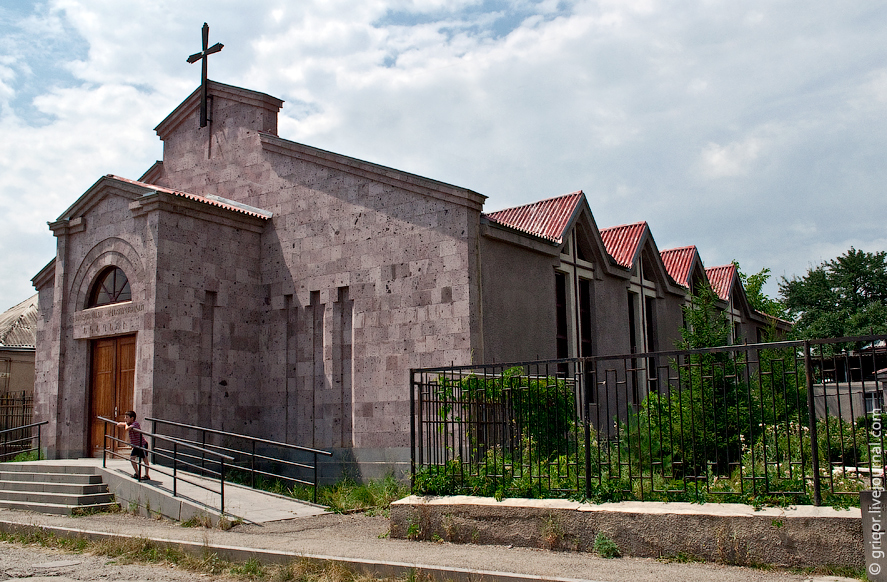
Армянская евангелистская церковь в Степанаване
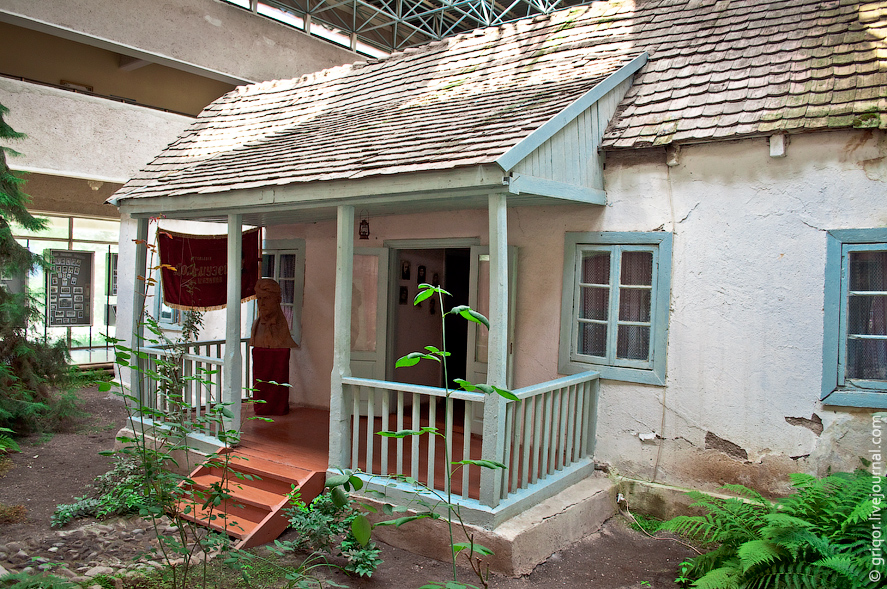
Дом Степана Шаумяна
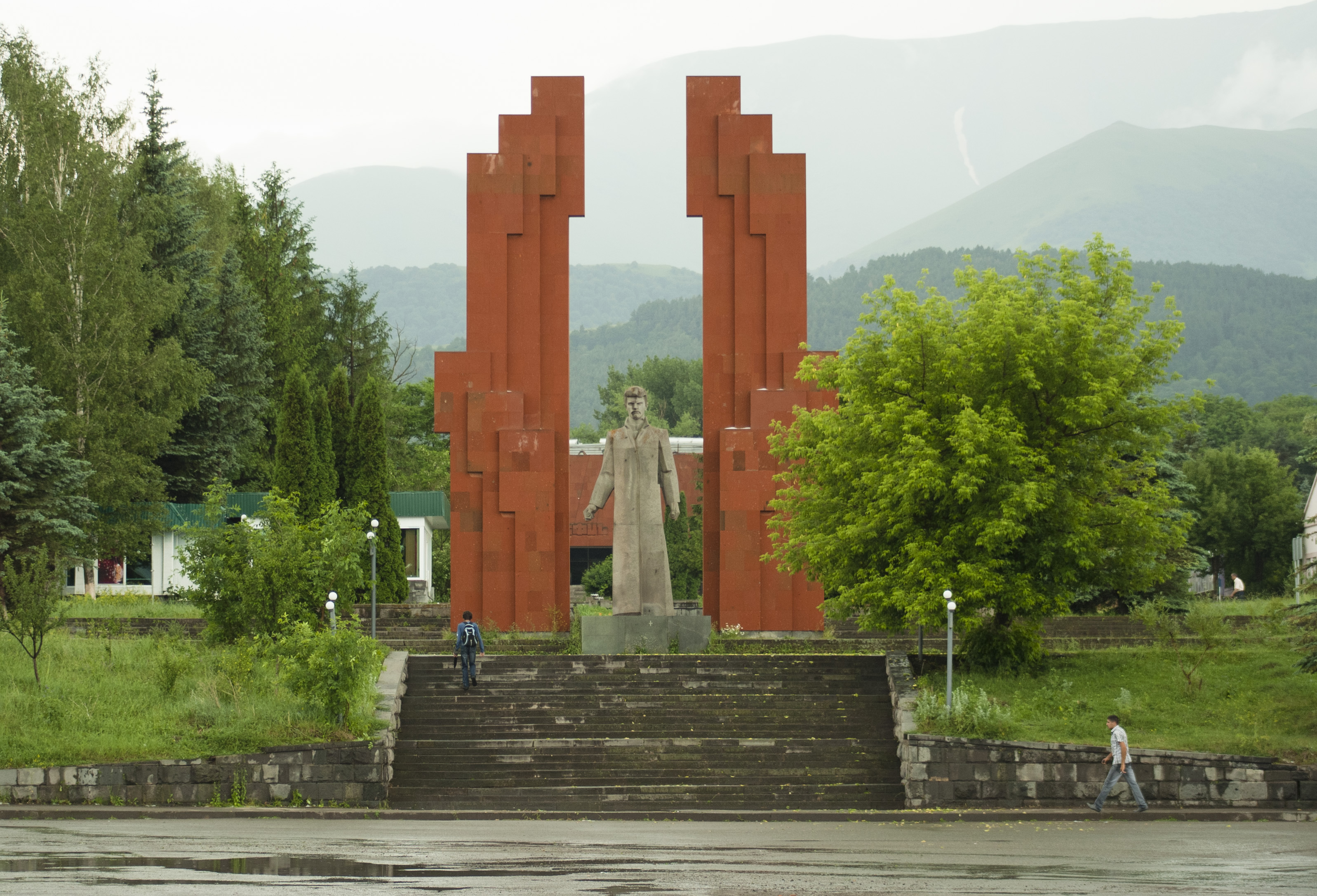
Памятник Степану Шаумяну
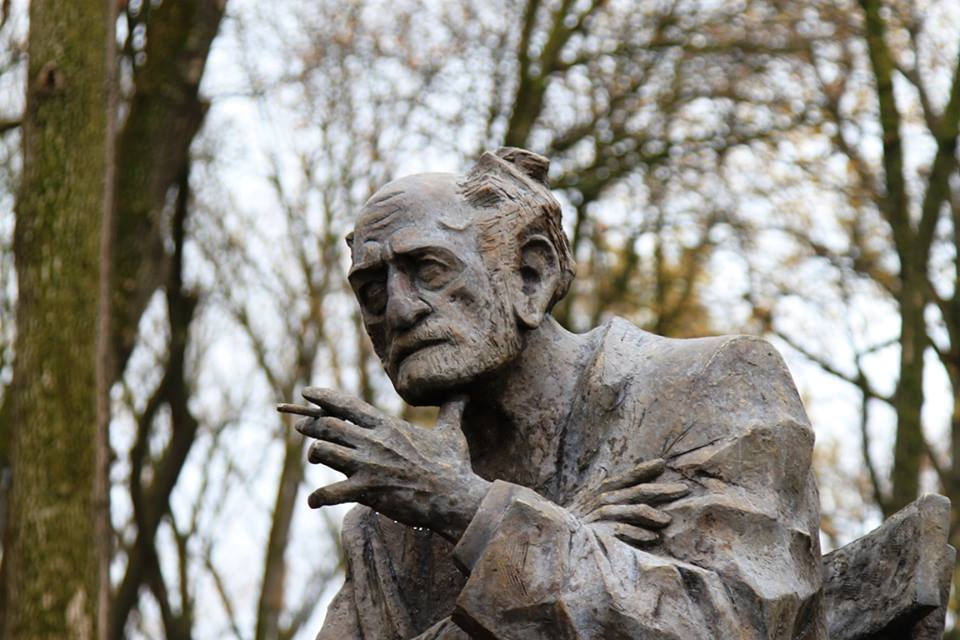
Памятник Сосу Саркисяну
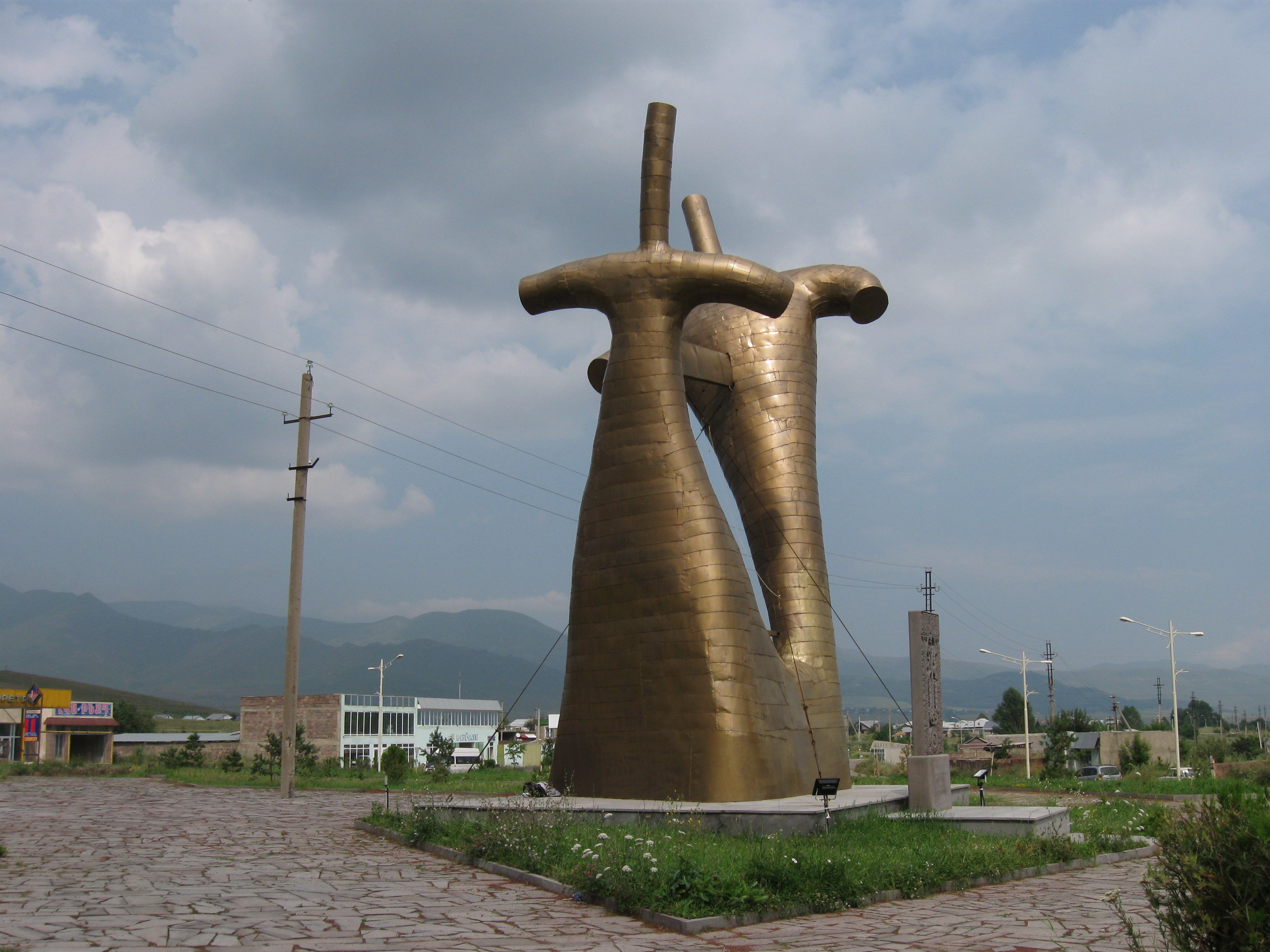
Памятник в центре Степанавана
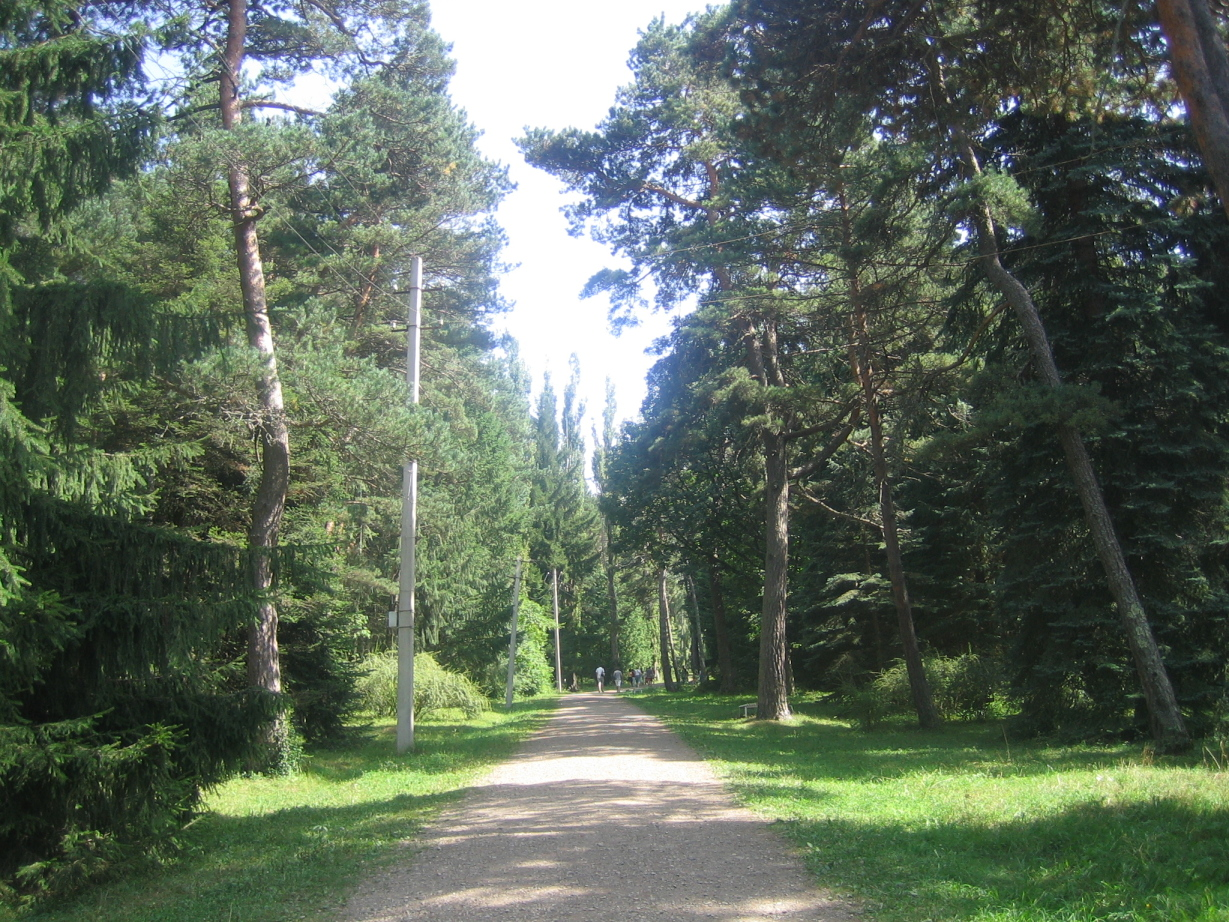
Дендропарк Степанавана
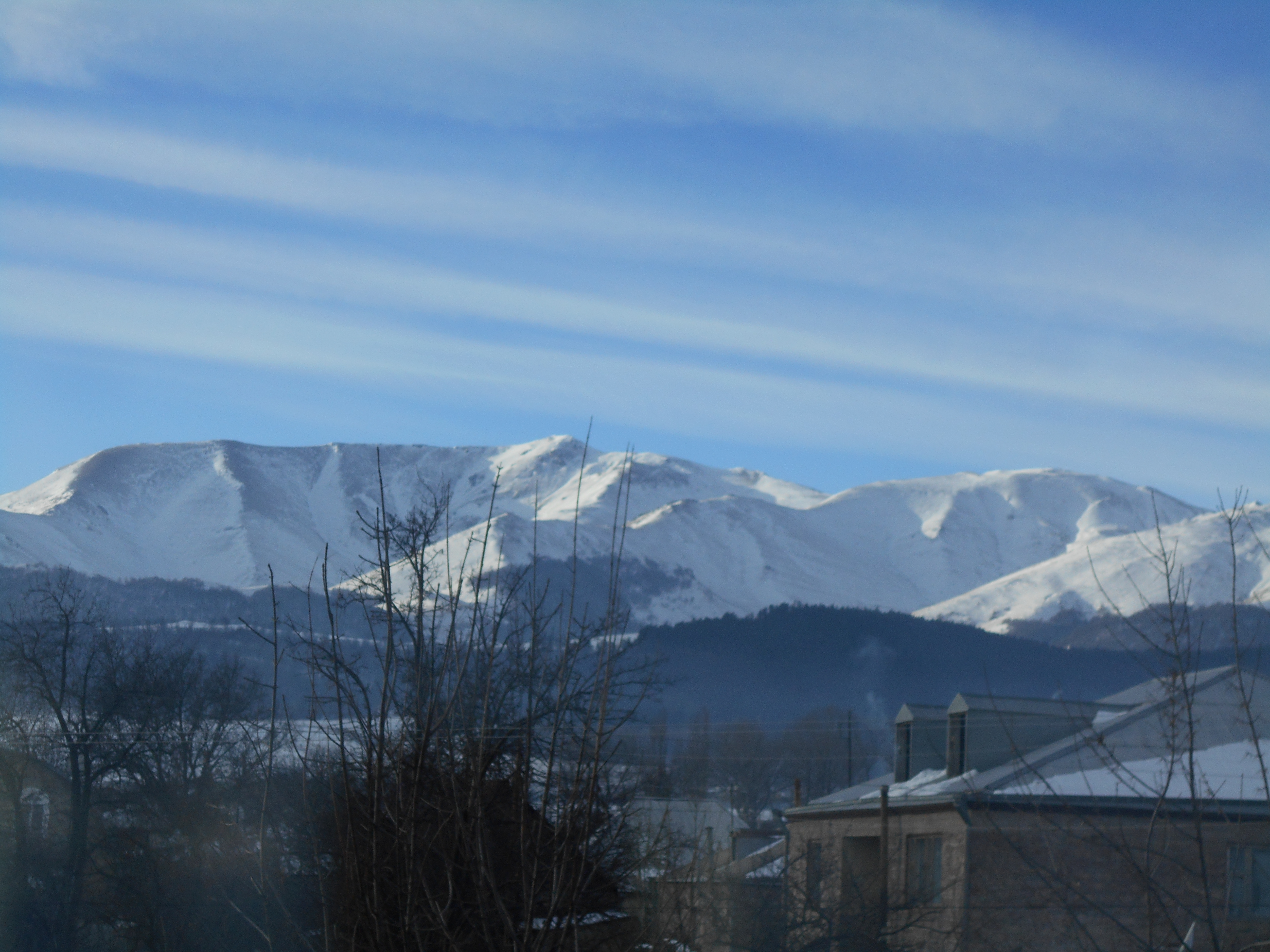
Пейзаж в районе города
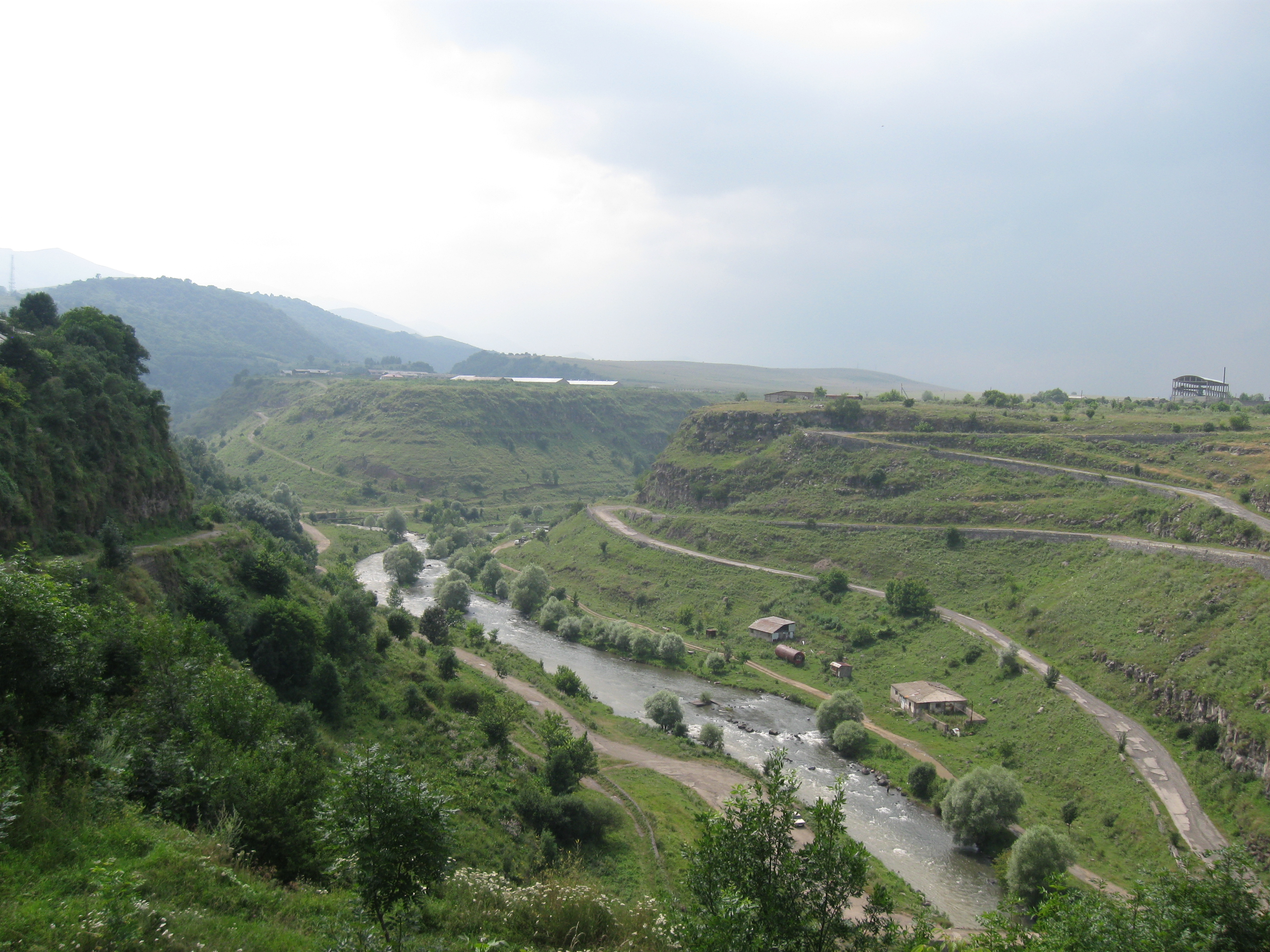
Пейзаж

## См.также
- Лорийская область
- Степанаванский дендропарк
- Список городов Армении